# Trie-sur-Baïse
 Trie-sur-Baïse  es una comuna y población de Francia, en la región de Mediodía-Pirineos, departamento de Altos Pirineos, en el distrito de Tarbes. Es la cabecera y mayor población del canton de su nombre.
Está integrada en la Communauté de communes du Pays de Trie, de la cual es la mayor población.

## Demografía
Su población en el censo de 1999 era de 1.034 habitantes.
| 1,241 | 1,126 | 1,200 | 1,175 | 1,096 | 1,075 | 1,011 | 1,034 |
| Para los censos de 1962 a 1999 la población legal corresponde a la población sin duplicidades (Fuente: INSEE [Consultar]) |       |       |       |       |       |       |       |